# Криницька Марія
Марія Криницька (1878, м. Львів — 8 грудня 1937, м. Львів) — українська піаністка, учителька.

## Життєпис
Марія Криницька народилася 1878 року у Львові.
У 1901 році закінчила Віденську консерваторію. Протягом 1903—1936 років викладала у Вищому музичному інституті імені Миколи Лисенка. Серед її учнів — Одарка Бандрівська, Богдан Дрималик, Наталія Кміцикевич-Цибрівська, Микола Колесса, Галина Лагодинська-Залеська, Зіновій Лисько, Нестор Нижанківський, Олександра Пясецька-Процишин, Лев Туркевич.
Учасниця концертів у Львові.